# Ortiz
Ortiz oder Ortíz ist ein Familienname.

## Herkunft und Bedeutung
Ortiz ist ein ursprünglich patronymisch entstandener spanischer Familienname mit der Bedeutung „Sohn des Orti“.

## Namensträger

### A
- Adalberto Ortiz (1914–2003), ecuadorianischer Schriftsteller
- Alberto Ortíz (* 1923), uruguayischer Moderner Fünfkämpfer
- Alfonso Ortiz (Anthropologe) (1939–1997), US-amerikanischer Kulturanthropologe
- Alfonso Ortiz Tirado (1893–1960), mexikanischer Arzt und Sänger
- Alfonso Ortiz de Villate (um 1860–nach 1900), peruanischer Maler
- Alfonzo Flórez Ortiz (1952–1992), kolumbianischer Radrennfahrer
- Alfredo Ortiz Mancia (1910–2009), salvadorianischer Anwalt und Politiker
- Alicia Dujovne Ortiz (* 1939), argentinische Journalistin und Schriftstellerin
- Alonso Ortiz (1445–1507), spanischer Humanist und Theologe
- Álvaro Ortiz (* 1978), mexikanischer Fußballspieler
- Ana Ortiz (* 1971), US-amerikanische Schauspielerin
- Ángel Ortiz (* 1977), paraguayischer Fußballtorhüter
- Ángel Ortiz Monasterioi (1849–1922), mexikanischer Admiral
- Ángel Luis Ortiz Monasterio Castellanos (* 1942), mexikanischer Diplomat
- Angélica Ortiz (1924–1996), mexikanische Filmproduzentin und Drehbuchautorin
- Antonio Ortiz (* 2001), paraguayischer Speerwerfer
- Antonio Ortiz Mena (1908–2007), mexikanischer Politiker und Bankmanager
- Armando António Ortíz Aguirre (* 1952), mexikanischer Geistlicher, Bischof von Ciudad Lázaro Cárdenas
- Arturo Ortiz (* 1966), spanischer Hochspringer
- Aruán Ortiz (* 1973), kubanischer Jazzpianist

### B
- Bautista Ortiz de Urbina (* 1985), argentinischer Polospieler
- Beatriz Vélez Ortiz (* 2004), spanische Fußballspielerin
- Beatriz Ortiz (* 1995), spanische Wasserballspielerin

### C
- Carla Ortiz (* 1976), bolivianische Schauspielerin
- Carlos Ortiz (Boxer) (1936–2022), puerto-ricanischer Boxer
- Carlos Ortiz (Fußballspieler, 1952) (Carlos Enríque Ortíz; * 1952), argentinischer Fußballspieler
- Carlos Ortiz (Fußballspieler, 1974) (Carlos Alberto Ortiz Blandón; * 1974), kolumbianischer Fußballspieler
- Carlos Ortiz (Golfspieler) (* 1991), mexikanischer Golfspieler
- Carlos Ortiz Jiménez (* 1983), spanischer Fußball- und Futsalspieler
- Carlos Rodrigo Ortiz (1851–1902), mexikanischer Politiker
- Celso Ortiz (* 1989), paraguayischer Fußballspieler
- César Ortiz (Fußballspieler) (* 1989), spanischer Fußballspieler
- César Ortiz-Echagüe (* 1927), spanischer Architekt und Geistlicher
- Christopher Ortiz (* 1995), paraguayischer Leichtathlet
- Ciriaco Ortiz (1905–1970), argentinischer Bandoneonist, Bandleader und Tangokomponist
- Coralys Ortiz (* 1985), puerto-ricanische Speerwerferin
- Cristina Ortiz (* 1950), brasilianische Pianistin

### D
- Daniel Ortiz, mexikanischer Fußballspieler
- Danny Ortiz (1976–2004), guatemaltekischer Fußballspieler
- David Ortiz (* 1975), dominikanischer Baseballspieler
- David Fernández Ortiz (* 1970), spanischer Komiker und Musiker
- Dayanira Ortiz (* 1998), ecuadorianische Sprinterin
- Dianna Ortiz (1958–2021), US-amerikanische Ordensschwester und Folteropfer
- Diego Ortiz (1510 oder 1525–1570), spanischer Komponist
- Dilan Ortiz (* 2000), kolumbianischer Fußballspieler
- Diogo Ortiz de Vilhegas (1457–1519), portugiesischer Kosmograf und Theologe
- Dominga Ortiz Orzúa (1792–1875), venezolanische Primera dama
- Domingo Ortiz de Rozas (1683–1756), Gouverneur von Chile

### E
- Eduardo Reyes Ortíz (1907–1980; † unbekannt), bolivianischer Fußballspieler
- Elaine Ortiz, puerto-ricanische Opernsängerin
- Elín Ortiz (1934–2016), puerto-ricanischer Fernsehproduzent und Schauspieler
- Eric Ortiz (* 1977), mexikanischer Boxer
- Eva Ortiz Vilella (* 1975), spanische Politikerin

### F
- Federico Ortiz Maldonado (1942–2013), mexikanischer Fußballspieler
- Felipe Ortiz (* 1963), bolivianischer Automobilrennfahrer
- Fernando Ortiz (Dichter) († 2014), spanischer Dichter
- Fernando Ortiz Fernández (1881–1969), kubanischer Anthropologe und Politiker
- Fidel Ortíz (1908–1975), mexikanischer Boxer
- Florencia Ortiz (* 1971), argentinische Schauspielerin und Sängerin
- Francisco Pradilla y Ortiz (1848–1921), spanischer Maler
- Frank V. Ortiz, Jr. (1926–2005), US-amerikanischer Diplomat
- Freddy Ortiz (1938–2018), US-amerikanischer Bodybuilder
- Froilán Tiberio Casas Ortiz (* 1948), kolumbianischer Priester, Bischof von Neiva

### G
- Gabriela Ortiz (* 1964), mexikanische Komponistin
- George Ortiz (1927–2013), Antikensammler
- Gerardo Ortíz (* 1989), US-amerikanischer Sänger
- Gisela Ortiz (* 1972), peruanische kaufmännische Fachwirtin, Menschenrechtsaktivistin und Politikerin
- Grecia Rojas Ortiz, peruanische Rechtsanwältin und Politikerin
- Guadalupe Ortiz de Landázuri Fernández de Heredia (1916–1975), spanische römisch-katholische Professorin und Mitglied der Personalprälatur Opus Dei
- Guillermo Ortiz Camargo (1939–2009), mexikanischer Fußballspieler
- Guillermo Ortiz Martínez (* 1948), mexikanischer Ökonom
- Guillermo Ortiz Mayagoitia (* 1941), mexikanischer Jurist und Richter
- Guillermo Ortiz Mondragón (1947–2021), mexikanischer Geistlicher, Bischof von Cuautitlán
- Guillermo Álvaro Ortiz Carrillo (1924–2000), kolumbianischer römisch-katholischer Geistlicher, Bischof von Garagoa
- Gustavo Ortiz Hernán (1920–1978), mexikanischer Diplomat

### H
- Héctor Ortíz (Schiedsrichter) (* 1933), paraguayischer Fußballschiedsrichter
- Héctor Ortiz Benítez (* 1928), mexikanischer Fußballspieler
- Héctor Herrera Ortiz (* 1959), kubanischer Mittelstreckenläufer, siehe Héctor Herrera (Leichtathlet)
- Héctor Israel Ortiz Ortiz (* 1950), mexikanischer Politiker
- Horacio Ortiz, mexikanischer Fußballspieler
- Humberto Ortiz (Schauspieler, 1933) (1933–1982), argentinischer Schauspieler und Drehbuchautor
- Humberto Ortiz (Fußballtrainer) (* 1937), kolumbianischer Fußballtrainer
- Humberto Ortiz (Schauspieler, 1979) (* 1979), US-amerikanischer Kinderdarsteller, Schauspieler und Synchronsprecher

### I
- Idalys Ortíz (* 1989), kubanische Judoka
- Ignacio Ortíz (* 1987), argentinischer Hockeyspieler
- Ignacio Rodríguez Ortiz (* 1982), spanischer Fußballspieler, siehe Nacho (Fußballspieler, 1982)
- Ikaro Valderrama Ortiz (* 1984), kolumbianischer Sänger, Schriftsteller, Komponist und Multiinstrumentalist
- Íñigo Ortiz de Retes, spanischer Seefahrer und Entdecker
- Isan Reynaldo Ortiz Suárez (* 1980), kubanischer Schachspieler

### J
- Jaime Ortiz Lajous (1932–2017), mexikanischer Architekt
- Jaime Ortiz Monasterio (1928–2001), mexikanischer Architekt
- Jaina Lee Ortiz (* 1986), US-amerikanische Schauspielerin
- Jantony Ortiz (* 1994), puerto-ricanischer Boxer
- Jesús Ortiz  (* 1954), kubanischer Fechter
- Joell Ortiz (* 1980), US-amerikanischer Rapper
- Johanna Ortiz (* 1973), kolumbianische Modedesignerin
- John Ortiz (* 1968), US-amerikanischer Schauspieler
- Jorge Ortiz (Musiker) (1912–1989), argentinischer Tangosänger
- Jorge Ortiz (Fußballspieler, 1984) (* 1984), argentinischer Fußballspieler
- Jorge Ortiz (Fußballspieler, 2004) (* 2004), chilenischer Fußballspieler
- José Ortiz (Comiczeichner) (1932–2013), spanischer Comiczeichner
- José Ortiz (Basketballspieler) (* 1963), puerto-ricanischer Basketballspieler
- Jose Ortiz (Leichtathlet, I), venezolanischer Weitspringer
- José Ortiz (Fußballspieler, 1998) (* 1998), kolumbianischer Fußballspieler
- José Ortiz (Leichtathlet, 2000) (* 2000), guatemaltekischer Geher
- José Ortiz Bernal (* 1977), spanischer Fußballspieler
- José Ortiz Echagüe (1886–1980), spanischer Ingenieur, Pilot und Fotograf
- José Ortiz Ramos (1911–2009), mexikanischer Kameramann
- José Guadalupe Ortíz y López (1867–1951), mexikanischer Geistlicher, Erzbischof von Monterrey
- José Guillermo Ortiz (José Guillermo Ortiz Picado; * 1992), costa-ricanischer Fußballspieler
- José Luis Ortiz (* 1985), bolivianischer Fußballspieler
- José Luis Ortiz Nuevo (* 1948), spanischer Regisseur, Impresario, Schauspieler, Dichter und Publizist
- José María Ortiz Tirado (1894–1968), mexikanischer Diplomat
- José Manuel Jiménez Ortiz (Mané; * 1981), spanischer Fußballspieler
- José Trinidad Zapata Ortiz (* 1959), mexikanischer Geistlicher, Bischof von San Andrés Tuxtla
- Josefa Ortiz de Domínguez (1773–1829), mexikanische Nationalheldin
- Joseph Ortiz (1917–1995), französischer Aufrührer
- Juan Ortiz (Entdecker) († um 1542), spanischer Soldat und Entdecker
- Juan Ortiz (Reiter), venezolanischer Springreiter
- Juan Ortiz de Zárate (Konquistador) (1521–1576), spanischer Konquistador
- Juan Ortiz de Zárate (Bischof) (1581–1646), spanischer Geistlicher, Bischof von Salamanca
- Juan Ortiz de Zárate (Komponist), argentinischer Komponist
- Juan de la Cruz Ortiz (* 1983), mexikanischer Fußballspieler
- Juan García-Santacruz Ortiz (1933–2011), spanischer Theologe und Geistlicher, Bischof von Guadix
- Juan José Bernal Ortiz (1907–1980), venezolanischer Geistlicher, Erzbischof von Ciudad Bolívar
- Juan Laurentino Ortiz (1896–1978), argentinischer Poet
- Juan Manuel Ortíz (Juan Manuel Ortiz Prieto; * 1982), uruguayischer Fußballspieler
- Juanma Ortiz (Juan Manuel Ortiz Palazón; * 1982), spanischer Fußballspieler
- Julio Ortiz de Zárate (1885–1946), chilenischer Maler und Bildhauer
- Julio César Vidal Ortiz (* 1944), kolumbianischer Geistlicher, Bischof von Cúcuta

### L
- Léo Ortiz (* 1996), brasilianischer Fußballspieler
- Letizia Ortiz Rocasolano (* 1972), Königin von Spanien, siehe Letizia von Spanien
- Luis Ortiz (Ökonom), spanischer Arbitrist
- Luis Ortiz (Boxer, 1965) (* 1965), puerto-ricanischer Boxer
- Luis Ortiz (Baseballspieler) (* 1970), dominikanischer Baseballspieler
- Luis Ortiz (Baseballspieler, 1995) (* 1995), US-amerikanischer Baseballspieler
- Luis Ortiz (Boxer, 1979) (* 1979), kubanischer Boxer
- Luis Ortiz González (1932–2006), spanischer Politiker
- Luis Ortiz Monasterio (1906–1990), mexikanischer Bildhauer

### M
- Malena Ortiz (* 1997), spanische Fußballspielerin
- Manuel Ortiz (Boxer) (1916–1970), US-amerikanischer Boxer
- Manuel Ortiz (Fechter) (1948–2008), kubanischer Fechter und Kampfrichter
- Manuel Ortiz Monasterio (1887–1967), mexikanischer Architekt
- Manuel Ortiz de Zárate (1887–1946), chilenischer Maler
- Manuel Antonio Ortiz, paraguayischer Politiker, Präsident 1840 bis 1841
- Manuel Jesús Ortiz, chilenischer Fußballspieler
- Manuel Rivera-Ortiz (* 1968), US-amerikanischer Fotograf
- Marcial Ortiz (1910–2007), mexikanischer Fußballspieler
- Marco Ortíz (* 1988), mexikanischer Fußballschiedsrichter
- Mariano Ortiz (1944–2022), puerto-ricanischer Basketballspieler
- Mario Ortiz Garzon, uruguayischer Fußballspieler
- Mario Ortiz Ruiz (* 1989), spanischer Fußballspieler
- Mario Cristobal Ortiz Olvera (* 1989), ecuadorianischer Fußballspieler
- Mario Sergio Ortiz Vallejos (1929–2006), chilenischer Fußballspieler
- Mario Virginio Ortiz Velásquez (* 1983), mexikanischer Fußballspieler
- Matilde Ortiz (* 1990), spanische Wasserballspielerin
- Melissa Ortiz (* 1990), kolumbianisch-US-amerikanische Fußballspielerin
- Melissa Ortiz Gomez (* 1982), spanische Tänzerin
- Michael Ortiz (* 1954), US-amerikanischer Ingenieurwissenschaftler
- Mirna Ortíz (* 1987), guatemaltekische Leichtathletin

### N
- Nadya Ortiz (* 1986), kolumbianische Schachspielerin
- Nazario S. Ortíz Garza (1893–1991), mexikanischer Politiker und Manager
- Neira Ortiz (* 1993), puerto-ricanische Volleyballspielerin
- Néstor Ortiz (* 1968), kolumbianischer Fußballspieler

### O
- Octavio Ortiz Arrieta (1878–1958), peruanischer katholischer Geistlicher
- Omar Ortiz (* 1976), mexikanischer Fußballspieler
- Ornelis Ortiz (* 2004), venezolanische Leichtathletin
- Oscar Ortiz (Fußballspieler) (* 1953), argentinischer Fußballspieler
- Óscar Ortiz (Politiker) (* 1961), salvadorianischer Politiker
- Óscar Ortiz (Tennisspieler) (* 1973), mexikanischer Tennisspieler

### P
- Pablo Ortiz García (* 1952), ecuadorianischer Diplomat
- Pascual Ortiz Rubio (1877–1963), mexikanischer Politiker, Staatspräsident 1930 bis 1932
- Pascual Limachi Ortiz (* 1963), bolivianischer Geistlicher, Prälat von Corocoro
- Paz Rodríguez Ortiz († 2009), mexikanischer Menschenrechtler
- Pedro Ortíz (Leichtathlet, Mexiko), mexikanischer Leichtathlet
- Pedro Ortíz (Leichtathlet, 1956) (* 1956), kolumbianischer Leichtathlet
- Pedro Ortíz (Fußballspieler, 1990) (* 1990), ecuadorianischer Fußballspieler
- Pedro Ortíz (Fußballspieler, 2000) (* 2000), spanischer Fußballspieler
- Pedro Ortiz Dávila (auch Davilita; 1912–1986), puerto-ricanischer Sänger

### R
- Ramiro Ortiz (1879–1947), italienischer Romanist, Italianist, Hispanist, Rumänist und Komparatist
- Ricardo Ortíz (* 1957), uruguayischer Fußballtrainer
- Roberto María Ortiz (1886–1942), argentinischer Politiker, Staatspräsident 1938 bis 1942
- Rubén Ortiz Torres (* 1964), mexikanischer Fotograf, Maler, Grafiker, Video- und Multimediakünstler
- Rudy Ortiz (1963–2014), guatemaltekischer General

### S
- Samara Ortiz (* 1997), spanische Fußballspielerin
- Santos Ortíz (José Santos Ortíz Asencio, * 1990), salvadorianischer Fußballspieler
- Sebastián Ortiz (* 1977), uruguayischer Leichtathlet
- Sergio Elías Ortiz (1894–1978), kolumbianischer Historiker und konservativer Politiker
- Shalim Ortiz (* 1979), puerto-ricanischer Sänger
- Silvia Ortiz (* 1992), ecuadorianische Langstreckenläuferin
- Sofía de Borbón y Ortiz (* 2007), spanische Infantin
- Solomon P. Ortiz (* 1937), US-amerikanischer Politiker
- Sonja Ortiz (* 1988), deutsche Schauspielerin, Sprecherin und Regisseurin
- Stiver Ortiz (* 1980), kolumbianischer Straßenradrennfahrer

### T
- Tatiana Ortiz (* 1984), mexikanische Wasserspringerin
- Tito Ortiz (* 1975), US-amerikanischer Mixed-Martial-Arts-Kämpfer

### U
- Ulises Ruiz Ortiz (* 1958), mexikanischer Politiker und Gouverneur

### V
- Victor Ortiz (* 1987), US-amerikanischer Boxer mexikanischer Abstammung

### Z
- Zacarías Ortiz Rolón (1934–2020), paraguayischer Ordensgeistlicher, Bischof von Concepción en Paraguay
- Zuleidis Ortiz (Zuleidis Ortiz Puentes; * 1976), kubanische Fechterin

## Sonstiges
- Ortiz (Bezirk), Bezirk in Venezuela
- Ortiz (Stadt), Stadt in Venezuela
- Contramaestre Ortiz (Schiff), chilenische Korvette (1992)
- Ortiz Island, Insel im Archipel der Duroch-Inseln, Antarktika
- C/1970 K1 (White-Ortiz-Bolelli), hyperbolischer Komet